# Tripteroides proximus
Tripteroides proximus är en tvåvingeart som först beskrevs av Edwards 1915.  Tripteroides proximus ingår i släktet Tripteroides och familjen stickmyggor. Inga underarter finns listade i Catalogue of Life.